# Gruzielement

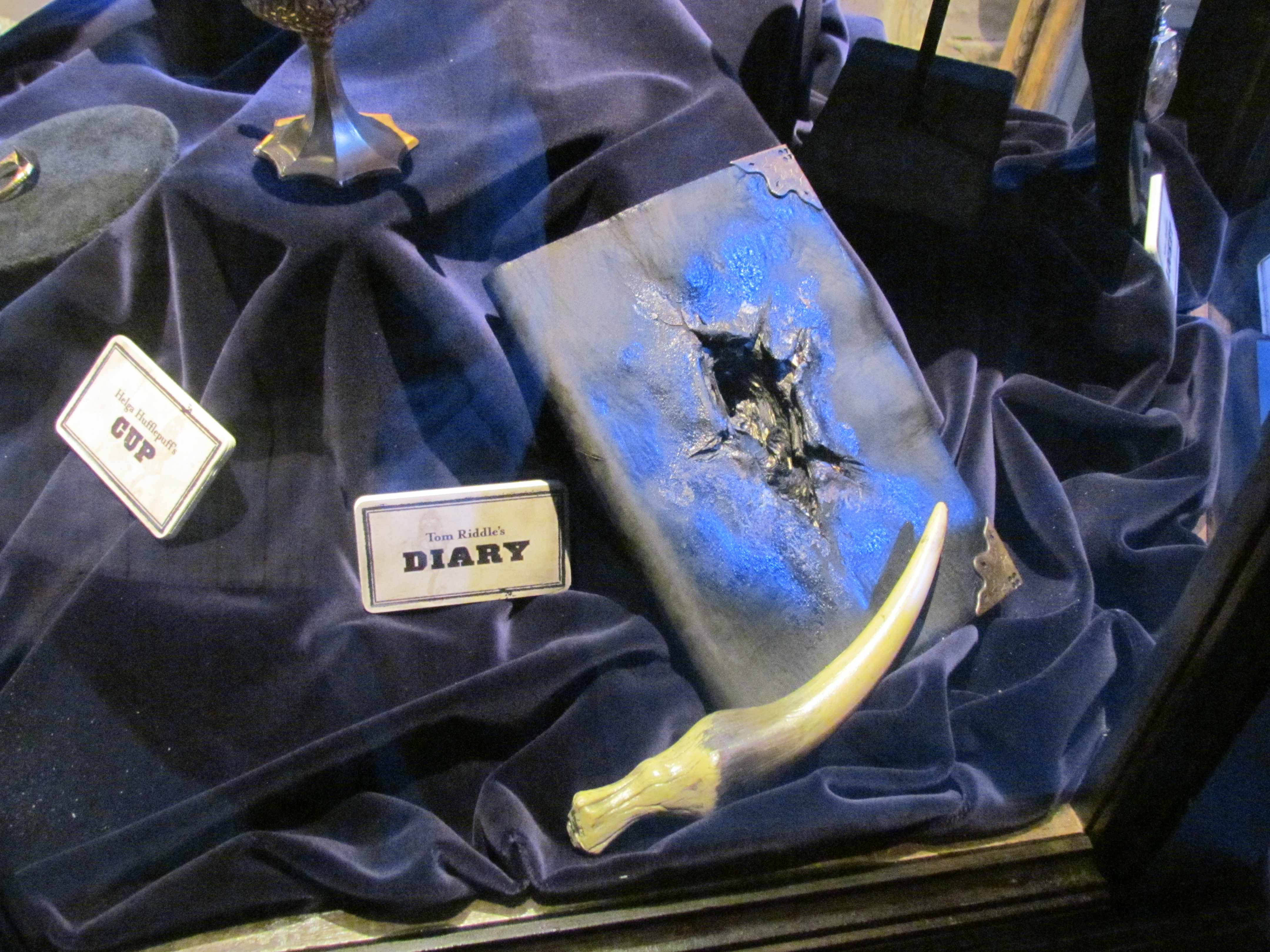
Het dagboek van Marten Vilijn, een van de Gruzielementen van Voldemort

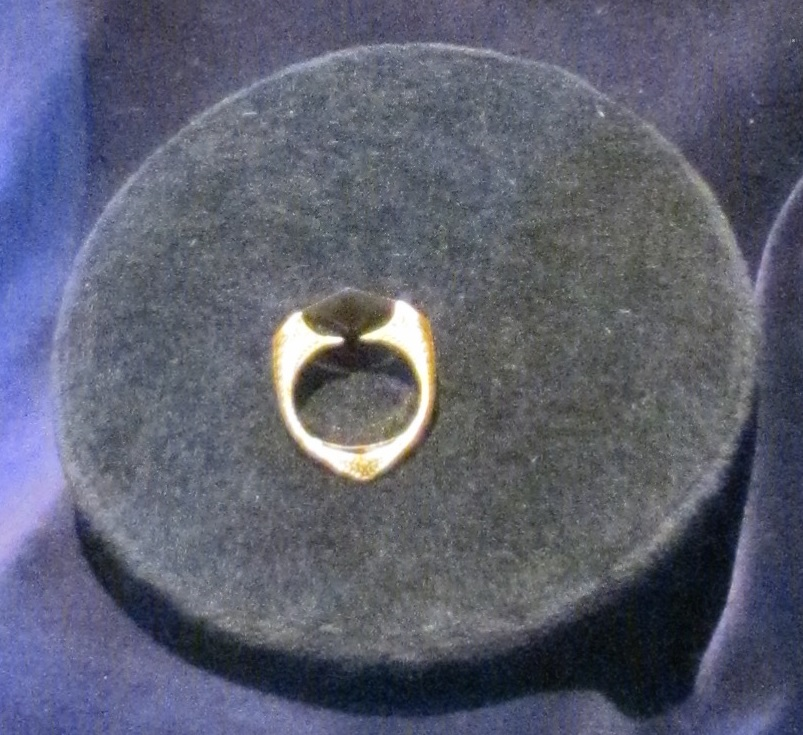
De ring van Asmodom Mergel (met daarin de Steen van Wederkeer), een van de Gruzielementen van Voldemort

Gruzielement (Engels: Horcrux) is een term uit de Harry Potterboeken van de Britse schrijfster J.K. Rowling.
Rowling omschrijft het Gruzielement als een object dat (duistere) tovenaars kunnen maken om onsterfelijk te worden. Wie normaal zou sterven maar eerder in zijn leven een Gruzielement heeft gemaakt, sterft niet, maar blijft leven. Het gaat echter niet om een volwaardige vorm van leven. Men wordt uit zijn lichaam weggescheurd en leeft in een vorm, nog minder dan een geest. Door middel van het toepassen van bepaalde, zeer geavanceerde duistere magie kan zo'n entiteit echter weer een lichaam verkrijgen.

## Creëren van een Gruzielement
Wie een Gruzielement wil maken, kan dit slechts doen door iets tegennatuurlijks te doen: een moord plegen. De ziel moet namelijk worden gesplitst in een deel dat binnen het lichaam blijft en een deel dat in het Gruzielement wordt opgesloten. Dit proces kan ook herhaald worden, zodat een tovenaar dus meerdere Gruzielementen kan maken, maar bij iedere splitsing wordt het in het levende lichaam resterende stukje ziel dus steeds kleiner en daardoor onstabieler. Meestal worden er gebruiksvoorwerpen gekozen om als Gruzielement te dienen, maar ook mensen en dieren kunnen ervoor worden gebruikt.

## Vernietigen van een Gruzielement
Zolang de Gruzielementen die iemand heeft gemaakt nog bestaan, kan die persoon nooit echt worden gedood. Daarvoor moeten eerst al diens Gruzielementen worden vernietigd.
De moeite waarmee een Gruzielement kan worden vernietigd verschilt. Gruzielementen die bestaan uit levenloze voorwerpen zijn erg lastig te vernietigen. Het voorwerp moet namelijk op een dusdanige manier worden vernietigd, dat het zelfs met magie niet meer hersteld kan worden. Er zijn maar een paar methodes afdoende om dit effect te bereiken: met gif van de basilisk, duivelsvuur of specifieke wapens zoals het zwaard van Goderic Griffoendor (omdat het zwaard van koboldkwaliteit is, heeft het het gif van een basilisk op kunnen zuigen. Dit gebeurde toen Harry de basilisk in de geheime kamer (in boek 2) doodde met het zwaard). Gruzielementen die bestaan uit levende wezens zijn echter makkelijk te vernietigen. Hiervoor hoeft enkel het wezen in kwestie gedood te worden. De laatste manier om een Gruzielement te vernietigen is extreem zwaar. Dit is als de moordenaar (de maker van het Gruzielement in kwestie) écht tot in het diepst van zijn ziel wroeging krijgt. Rowling omschrijft deze methode verder niet.

## Gruzielementen van Voldemort
Heer Voldemort heeft, waarschijnlijk als enige tovenaar ooit, niet één, maar zeven Gruzielementen gecreëerd. Hij is naar eigen zeggen degene die "het pad dat naar onsterfelijkheid leidt" verder heeft gevolgd dan wie ook. Daarmee is hij echter ook degene met de minste menselijkheid in zich. Albus Perkamentus vermoedde dat Voldemort er voor had gekozen zijn ziel in zeven delen te splitsen, omdat dat getal de meeste magische krachten heeft. Zijn ziel is echter in acht delen gesplitst, want toen Voldemort van zijn lichaam werd gescheiden bij de mislukte moord op Harry Potter in 1981 hechtte onbedoeld een stukje van zijn ziel zich aan Potter, het enige levende wezen in de buurt, waardoor deze effectief zijn zesde Gruzielement was geworden. Voldemort was zich hier niet van bewust en maakte later Nagini tot zijn zevende Gruzielement.
Alle Gruzielementen moesten worden vernietigd alvorens Voldemort definitief kon worden verslagen.
Dit zijn de zeven Gruzielementen van Voldemort:
| Gruzielement                                               | Gecreëerd met de dood van  | Gecreëerd in    | Rechtmatige eigenaar (voor het een Gruzielement werd) | Verstopplaats                                  | Vernietigd door   | Vernietigd met         | Opmerkingen |
| ---------------------------------------------------------- | -------------------------- | --------------- | ----------------------------------------------------- | ---------------------------------------------- | ----------------- | ---------------------- | --- |
| Dagboek van Marten Vilijn                                  | Jammerende Jenny           | 1943            | Marten Vilijn                                         | Gegeven aan Lucius Malfidus                    | Harry Potter      | Gif van de basilisk    | Lucius Malfidus gaf het aan Ginny Wemel zonder dat hij wist dat het een Gruzielement was. |
| Ring van Asmodom Mergel, met daarin de Steen van Wederkeer | Marten Vilijn Sr.          | 1943            | Morfin Mergel                                         | Mergels krot                                   | Albus Perkamentus | Zwaard van Griffoendor | Voldemort maakte dit Gruzielement zonder dat hij wist dat de Steen van Wederkeer in de ring zat. |
| Medaillon van Zwadderich                                   | Een Dreuzellandloper       | ± 1946          | Orchidea Smid                                         | Een grot bij de kust                           | Ron Wemel         | Zwaard van Griffoendor | Gestolen van Orchidea Smid, die ook de Beker van Huffelpuf in bezit had. Werd uit de grot gestolen door Regulus Zwarts en Knijster. |
| Beker van Huffelpuf                                        | Orchidea Smid              | ± 1946          | Orchidea Smid                                         | Goudgrijp, in de kluis van Bellatrix van Detta | Hermelien Griffel | Gif van de basilisk    | Gestolen van Orchidea Smid, die ook het Medaillon van Zwadderich in bezit had. |
| Diadeem van Ravenklauw                                     | Een Albanese marktverkoper | ± 1950          | Rowena Ravenklauw                                     | Kamer van Hoge Nood                            | Vincent Korzel    | Duivelsvuur            | Werd door Vincent Korzel vernietigd in de kamer van hoge nood. |
| Harry Potter                                               | Lily Potter                | 31 oktober 1981 | Lily en James Potter                                  | Harry Potter                                   | Heer Voldemort    | Avada Kedavravloek     | Voldemorts ziel was instabiel na de moord op Lily Potter. Daardoor hechtte een deel van zijn ziel zich aan Harry Potter nadat Voldemort getroffen werd door de terugkaatsing van de vloek waarmee hij Potter had proberen te vermoorden. Werd onbedoeld vernietigd. |
| Nagini                                                     | Berta Kriel                | 1994            | Voldemort                                             | Bij Voldemort                                  | Marcel Lubbermans | Zwaard van Griffoendor | Perkamentus dacht dat dit Gruzielement werd gemaakt door de moord op Frank Braam, Joanne Rowling bevestigde echter dat hij werd gemaakt door de moord op Berta Kriel.                                                                                               |

Het achtste deel van Voldemorts ziel zat nog in Voldemort zelf. Pas nadat alle zeven Gruzielementen waren vernietigd, kon Voldemort daadwerkelijk worden gedood en was hij pas definitief vernietigd. Er was immers geen Gruzielement meer over om Voldemort in (een primitieve vorm van) leven te houden.

### Het einde van Voldemort
Harry Potter ontdekte pas nadat de eerste vijf Gruzielementen waren vernietigd dat hij zelf ook een Gruzielement in zich droeg. Dit vertelde Severus Sneep hem vlak voordat hij stierf door Harry Potter een deel van zijn herinnering(en) te geven. Harry besefte toen dat hij moest sterven om dat Gruzielement te vernietigen. Voordat hij dat deed gaf hij Marcel Lubbermans de opdracht Voldemorts slang Nagini te vernietigen indien Ron Wemel of Hermelien Griffel hier niet in zouden slagen. Pas als hij én Nagini gedood waren, zou Voldemort sterfelijk zijn.
Uiteindelijk stierf Harry Potter zelf niet, alleen het Gruzielement, omdat Harry Potters bloed met daarin de bescherming van zijn moeder ook in de aderen van Voldemort stroomde (hij gebruikte Harry Potters bloed bij zijn herrijzenis), en daardoor kon Voldemort Harry Potter niet doden.
Harry Potter komt na zijn schijndood eerst nog wel in een soort metafysische ruimte terecht waar hij met Perkamentus praat, en daar ligt het zeer zwakke zevende deel van Voldemorts ziel onder een stoel. Hoewel het lelijke schepsel eerst Harry Potters medelijden weet op te wekken, laat hij het achter als hij bijkomt.

Na de vernietiging van dit zevende Gruzielement kon Voldemort de vrienden van Harry Potter niet meer doden omdat Harry Potter zich (net als zijn moeder bij hem had gedaan) voor iedereen had opgeofferd door te kiezen om te sterven voor anderen. Nadat Marcel Lubbermans Nagini doodde met het Zwaard van Griffoendor uit de sorteerhoed was Voldemort sterfelijk en ernstig verzwakt omdat hij niemand kon doden. Hij stierf uiteindelijk door een combinatie van het gebruik van een zeer krachtige gestolen toverstok (de Zegevlier) tegen de rechtmatige meester ervan (namelijk Harry Potter) en zijn eigen Vloek des Doods die op hemzelf terugkaatste door de gelijktijdig uitgesproken ontwapeningsspreuk van Harry Potter. Vanaf het moment dat Marcel Lubbermans Nagini doodde was Voldemort eigenlijk al machteloos:
- hij was sterfelijk, hij had tenslotte geen enkel Gruzielement over;
- hij kon niemand die zich tegen hem verzette (en voor wie Harry zich dus opofferde) meer doden, hij kon alleen proberen te voorkomen dat ze hem doodden;
- hij kon Harry Potter niet doden door de bescherming van Lily Potters bloed en doordat zijn Zegevlier dit niet zou toestaan, omdat Harry Potter de rechtmatige meester ervan is.